# Copa del Rey de fútbol sala 2016-17
La Copa del Rey de fútbol sala 2016/17 fue la séptima edición de la Copa del Rey de fútbol sala en España, que organizan conjuntamente la Liga Nacional de fútbol sala y la Real Federación Española de Fútbol. Comenzó el 18 de octubre de 2016, y finalizará en 2017 con una final a partido único. La Copa cuenta con la participación de 32 equipos entre Primera División, Segunda División y Segunda División B.

## Dieciseisavos de final
Los dieciseisavos de final se disputaron los días 18 y 19 de octubre de 2016. Los encuentros fueron a partido único y jugó en casa el rival que quedó peor posicionado la temporada anterior. En negrita figuran los equipos que pasaron de ronda.
| Local                        | Resultado | Visitante                   |
| ---------------------------- | --------- | --------------------------- |
| Unión África Ceutí           | 0-8       | Jaén Paraíso Interior       |
| Cidade de Narón              | 1-2       | Aspil-Vidal Ribera Navarra  |
| UMA Antequera                | 4-5       | CFS Jumilla                 |
| FS Valdepeñas                | 4-2       | P. Romero Cartagena         |
| Noia FS                      | 3-2       | Santiago Futsal             |
| FS Talavera                  | 1-3       | Palma Futsal                |
| Prone Lugo FS                | 3-5       | Pescados Rubén Burela       |
| FS Castelldefels             | 2-3       | FC Barcelona Lassa          |
| Rivas Futsal                 | 1-9       | Movistar Inter FS           |
| Zierbena FS                  | 1-3       | Magna Gurpea                |
| Colo Colo Zaragoza           | 1-6       | Catgas Energia Santa Coloma |
| Naturpellet Segovia          | 2-4       | Levante UD DM               |
| Universidad de Valladolid FS | 4-5       | Rios Renovables Zaragoza    |
| Bisontes Castellón           | 3-4       | Peñiscola Rehabmedic        |
| Atlético Mengíbar            | 1-11      | ElPozo Murcia               |
| Fononós Gomerón              | 1-4       | Gran Canaria FS             |

## Octavos de final
Se disputaron los días 8 y 9 de noviembre de 2016 a partido único, en el estadio del rival que quedó peor posicionado la temporada anterior.
| Local                       | Resultado | Visitante                |
| --------------------------- | --------- | ------------------------ |
| Aspil-Vidal Ribera Navarra  | 2-4       | Pescados Rubén Burela    |
| Catgas Energia Santa Coloma | 4-2       | Movistar Inter FS        |
| FS Valdepeñas               | 4-2       | Rios Renovables Zaragoza |
| Gran Canaria FS             | 4-3       | Peñiscola Rehabmedic     |
| CFS Jumilla                 | 5-7       | Jaén Paraíso Interior    |
| Levante UD DM               | 5-4       | FC Barcelona Lassa       |
| Noia FS                     | 3-4       | Magna Gurpea             |
| Palma Futsal                | 1-4       | ElPozo Murcia            |

## Cuartos de final
Se disputaron los días 13 y 14 de diciembre de 2016 a partido único.
| Local                       | Resultado | Visitante             |
| --------------------------- | --------- | --------------------- |
| Levante UD DM               | 4-1       | Jaén Paraíso Interior |
| Catgas Energia Santa Coloma | 3-5       | ElPozo Murcia         |
| FS Valdepeñas               | 2-7       | Magna Gurpea          |
| Gran Canaria FS             | 2-4       | Pescados Rubén Burela |

## Semifinales
La ida tuvo lugar el 17 de enero, mientras que el partido de vuelta se celebró el 7 de febrero.
| Local                 | Resultado | Visitante     | Ida  | Vuelta |
| --------------------- | --------- | ------------- | ---- | ------ |
| Pescados Rubén Burela | 1-8       | Magna Gurpea  | 1-5  | 0-3    |
| ElPozo Murcia         | 14-4      | Levante UD DM | 10-1 | 4-3    |

## Final
La final de la Copa del Rey de fútbol sala se disputó el 6 de mayo, en el Pabellón Mutiusos de Guadalajara (Guadalajara).
| Local        | Resultado | Visitante     |
| ------------ | --------- | ------------- |
| Magna Gurpea | 2-3       | ElPozo Murcia |